# Slot Teylingen
Slot Teylingen is een Nederlands kasteel in de buurtschap Teijlingen, onderdeel van de kern Voorhout van de Zuid-Hollandse gemeente Teylingen, aan de grens met de kern Sassenheim. Het was vermoedelijk het stamslot van de adellijke familie Van Teylingen, waar het huis Brederode rechtstreeks van afstamde. Van het slot resteert nog slechts de 'Ruïne van Teylingen'. De in 2006 nieuw gevormde Gemeente Teylingen is vernoemd naar dit slot, mede omdat de naam Teylingen ook al voorkwam in de drie voormalige gemeenten Sassenheim, Voorhout en Warmond.

## Geschiedenis
Na de opkomst van het graafschap Holland uit het Friese grondgebied, verschenen er in de 13e eeuw een drietal ridderhofsteden rond Sassenheim: aan de zuidzijde, nabij de aftakking van de strandwal naar Warmond een kasteel van de heren van Alkemade; aan de noordoostzijde, aan de oostelijke rand van de strandwal (aan de "Leede") de ridderhofstede Ter Leede; en vlak ten noorden van het dorp lag een door een gracht omgeven volksburcht langs de westelijke rand van de strandwal. Heer Dirk van Teylingen liet deze waterburcht rond 1250 uitbouwen en versterken tot een woonburcht. Van oorsprong werd het slot gebouwd om in het graafschap Holland de noord-zuidroute te beschermen. Later werd het een houtvesterslot voor de houtvesterij van de graven van Holland, te beginnen met graaf Willem IV van Holland.
Vanuit deze strategische vesting werd op last van de Hollandse graven in westelijke richting een verhoogde weg naar het grafelijk jachtdomein in de Noordwijkerhoutse duinen aangelegd, door de moerassige strandvlakte; een gedeelte ervan zou voor altijd bekend blijven staan als de Gravendam ('s Gravendamseweg). De landerijen bij Slot Teylingen staan bekend als het keukenduin en dat ontleent zijn naam aan het feit dat de opbrengsten van het duingebied zoals wild, vee en allerlei kruiden en bessen bestemd waren voor de huishouding ofwel keuken van het slot. De bekendste bewoner was de Hollandse gravin Jacoba van Beieren, die zich in het slot terugtrok na de Hoekse en Kabeljauwse twisten en haar gemaal Frank van Borssele, de eerste stadhouder van Holland na de graventijd. Jacoba is hier ook overleden. De in de omgeving van het slot opgegraven en uit de slotgracht opgebaggerde drinkkannetjes worden ook wel jakobakannetjes genoemd.
Van het slot is nu nog slechts een ruïne over. Daarom wordt het slot ook wel 'Ruïne van Teylingen' genoemd. Deze is goed geconsolideerd, bestaat uit een ringmuur en een donjon waarvan de ringmuur deel uitmaakt en is gedeeltelijk door water omgeven. Het kasteel is een ronde waterburcht. De ringmuur dateert uit het begin van de 13e eeuw en het woongebouw van kort daarna. Het kasteel is in de Tachtigjarige Oorlog rond 1570 zwaar beschadigd en daarna gedeeltelijk hersteld. Het had ook een voorburcht. Omstreeks 1675 is de donjon uitgebrand, waarna verval intrad en gedeelten geleidelijk gesloopt werden. Het landgoed (en ook de ruïne) behoorde tot de bezittingen van het gewest Holland, die in 1795 werden genationaliseerd. Kort daarop werd het complex verkocht, onder de voorwaarde dat de ruïne niet gesloopt mocht worden. Daarmee is de ruïne een vroeg voorbeeld van Nederlandse monumentenzorg. In 1889 is de ruïne door W. van Teylingen teruggeschonken aan de Staat der Nederlanden, die nog steeds eigenaar is. De ruïne maakt onderdeel uit van de portefeuille van de Rijksgebouwendienst. Eind twintigste eeuw is de ruïne opgeknapt en is de gracht, die gedeeltelijk was gedempt, weer hersteld. Dit werd mogelijk gemaakt door grondaankopen door de Stichting Slot Teylingen (met steun van het Prins Bernhardfonds), die de verworven grond aan de Staat heeft geschonken. Het slot en de omgeving is een rijksmonument.
In de televisieserie Bassie en Adriaan en de verdwenen kroon uit 1988 stelen de boeven de Baron, B2 en Vlugge Japie een kostbare kroon uit het museum en verschuilen zich in dit slot. Voor deze serie werd er veel gefilmd in het kasteel, echter de schuilplaats bevond zich niet hier.
Dit monument is op 15 januari 2016 overgedragen aan de stichting Monumentenbezit.

## Afbeeldingen

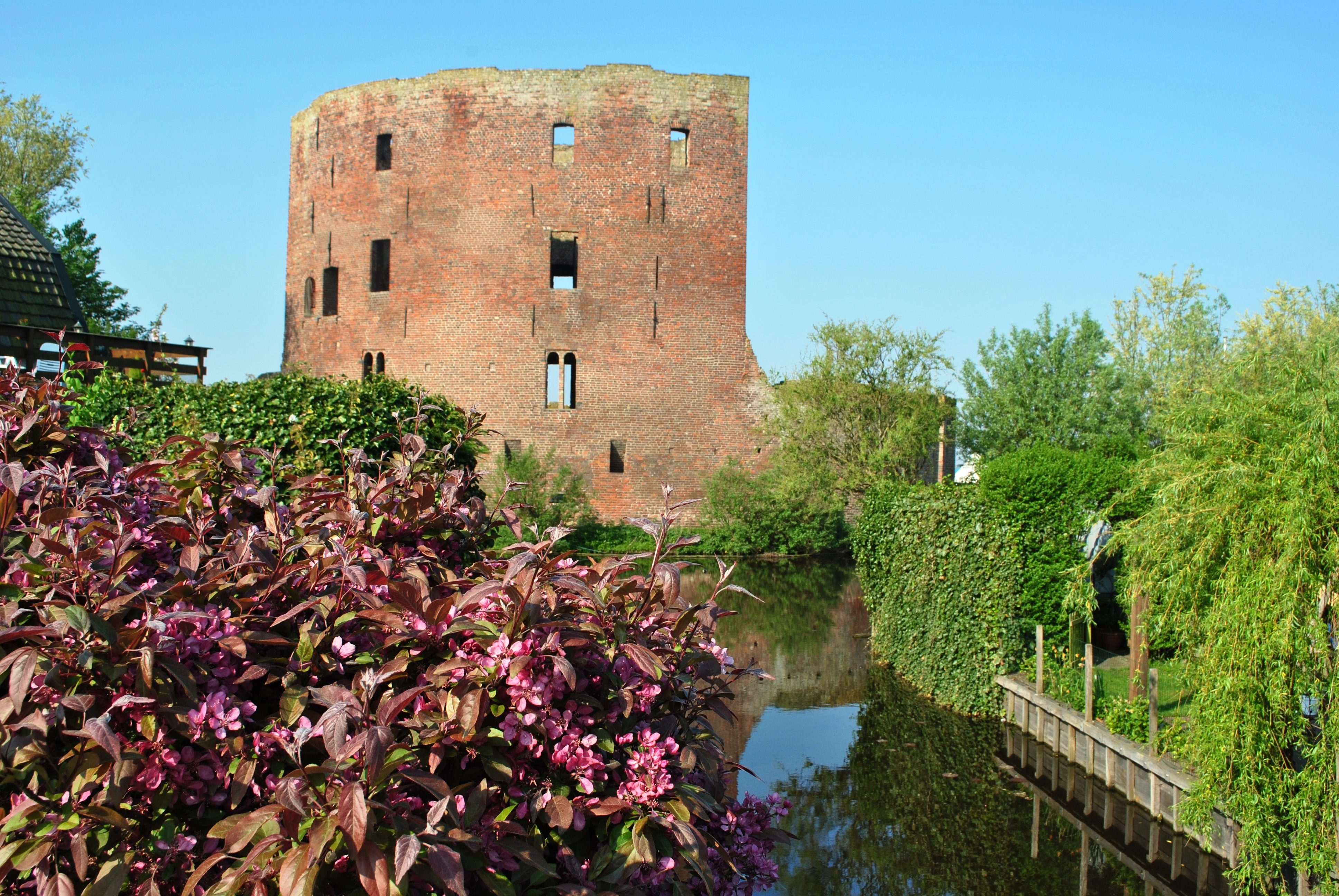
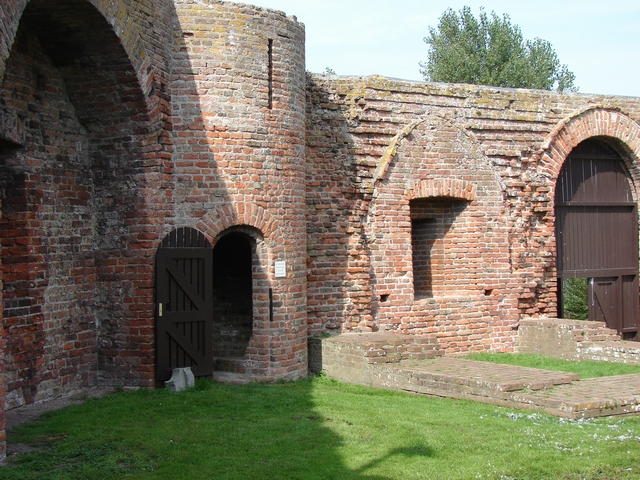
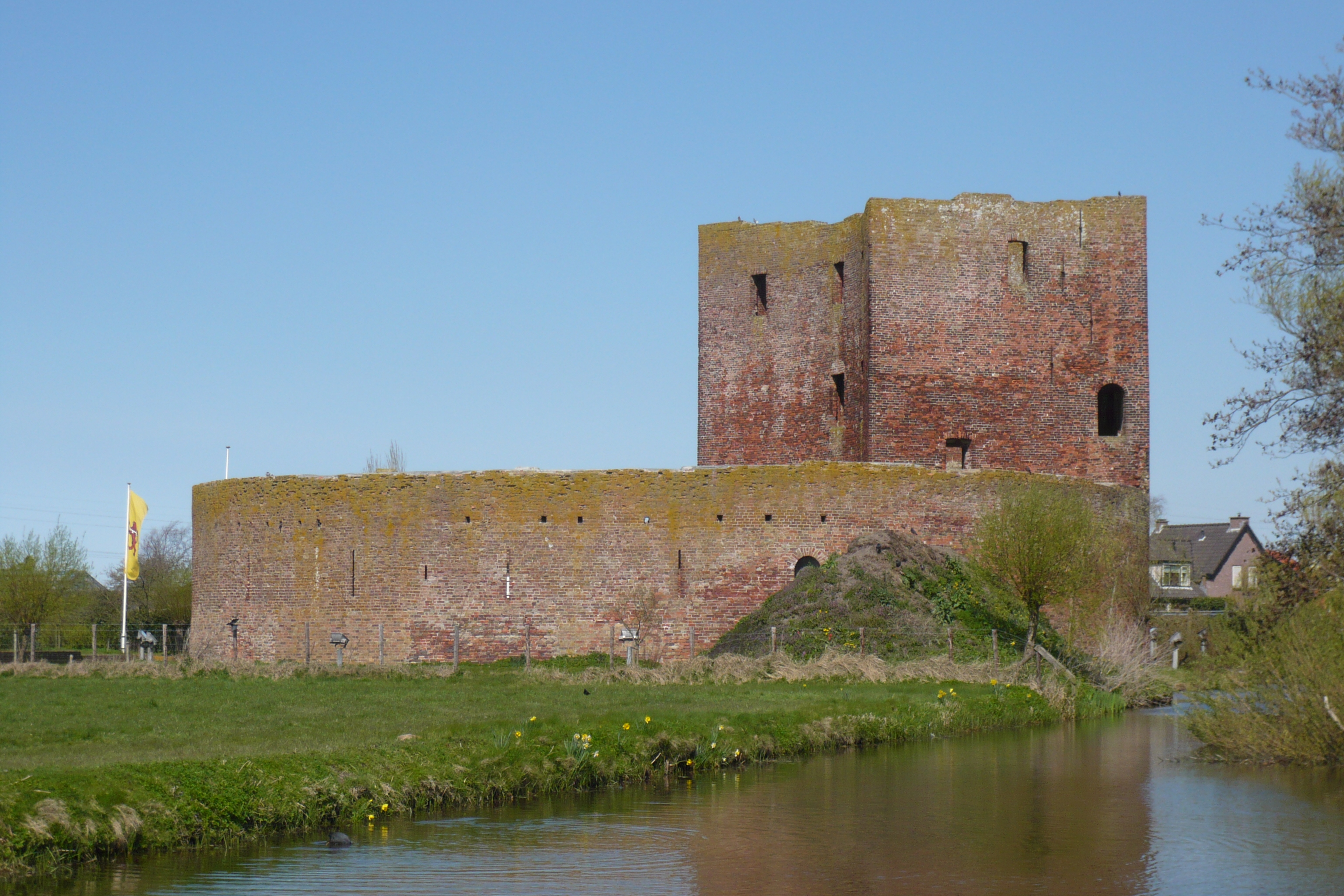
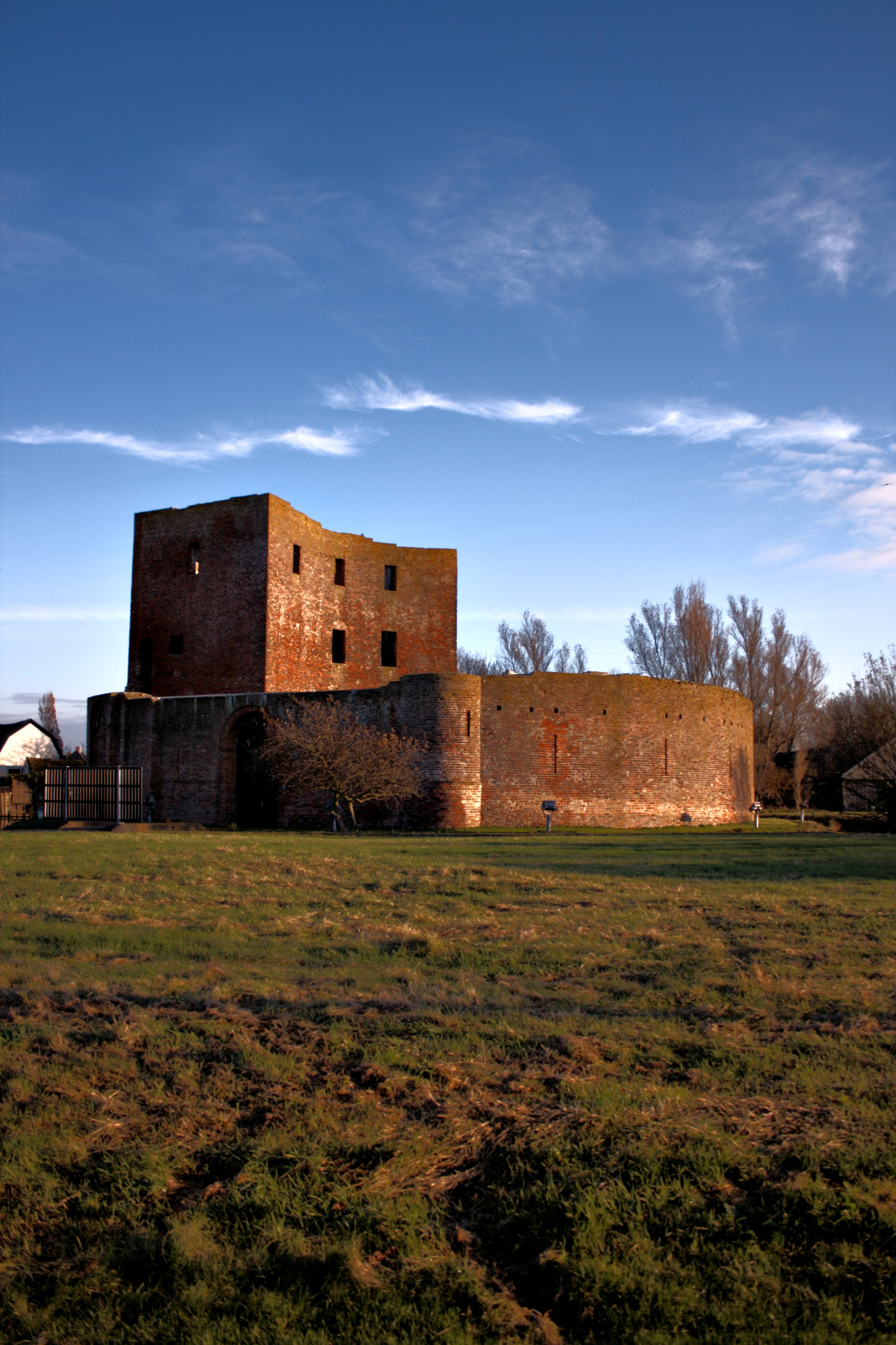